# Jiří Novák (Tennisspieler)
Jiří Novák (* 22. März 1975 in Gottwaldov, Tschechoslowakei) ist ein ehemaliger tschechischer Tennisspieler.

## Karriere
Der Rechtshänder, der in Prostějov wohnt, wurde 1993 Profi. 1996 erreichte er bei den Olympischen Spielen in Atlanta das Viertelfinale im Doppel. In den Jahren 2001 und 2003 gewann er die Swiss Open in Gstaad, 2004 die Swiss Indoors in Basel.
Jiří Novák beendete im Jahr 2007 seine Profikarriere.

## Erfolge
| Legende (Anzahl der Siege)        |
| Grand Slam                        |
| Tennis Masters Cup                |
| ATP Masters Series (3)            |
| ATP International Series Gold (4) |
| ATP International Series (18)     |

| Titel nach Belag |
| Hartplatz (7)    |
| Sand (15)        |
| Rasen (0)        |
| Teppich (3)      |

### Einzel

#### Turniersiege
| Nr. | Datum            | Turnier      | Belag       | Finalgegner         | Ergebnis                |
| --- | ---------------- | ------------ | ----------- | ------------------- | ----------------------- |
| 1.  | 14. Januar 1996  | Auckland     | Hartplatz   | Brett Steven        | 6:4, 6:4                |
| 2.  | 1. November 1998 | Mexiko-Stadt | Sand        | Xavier Malisse      | 6:3, 6:3                |
| 3.  | 6. Mai 2001      | München      | Sand        | Antony Dupuis       | 6:4, 7:5                |
| 4.  | 15. Juli 2001    | Gstaad       | Sand        | Juan Carlos Ferrero | 6:1, 6:75, 7:5          |
| 5.  | 13. Juli 2003    | Gstaad (2)   | Sand        | Roger Federer       | 5:7, 6:3, 6:3, 1:6, 6:3 |
| 6.  | 10. Oktober 2004 | Tokio        | Hartplatz   | Taylor Dent         | 5:7, 6:1, 6:3           |
| 7.  | 3. November 2004 | Basel        | Teppich (i) | David Nalbandian    | 5:7, 6:3, 6:4, 1:6, 6:2 |

#### Finalteilnahmen
| Nr. | Datum              | Turnier      | Belag         | Finalgegner        | Ergebnis           |
| --- | ------------------ | ------------ | ------------- | ------------------ | ------------------ |
| 1.  | 10. März 1996      | Mexiko-Stadt | Sand          | Thomas Muster      | 6:73, 2:6          |
| 2.  | 13. Oktober 2002   | Wien         | Hartplatz (i) | Roger Federer      | 4:6, 1:6, 6:3, 4:6 |
| 3.  | 20. Oktober 2002   | Madrid       | Hartplatz (i) | Andre Agassi       | w.o.               |
| 4.  | 2. März 2003       | Dubai        | Hartplatz     | Roger Federer      | 1:6, 6:72          |
| 5.  | 28. September 2003 | Shanghai     | Hartplatz     | Mark Philippoussis | 2:6, 1:6           |
| 6.  | 6. Februar 2005    | Delray Beach | Hartplatz     | Xavier Malisse     | 7:5, 4:6, 4:6      |

### Doppel

#### Turniersiege
| Nr. | Datum              | Turnier           | Belag         | Partner        | Finalgegner                            | Ergebnis      |
| --- | ------------------ | ----------------- | ------------- | -------------- | -------------------------------------- | ------------- |
| 1.  | 11. September 1995 | Bogotá            | Sand          | David Rikl     | Steve Campbell MaliVai Washington      | 7:6, 6:2      |
| 2.  | 23. Oktober 1995   | Santiago de Chile | Sand          | David Rikl     | Shelby Cannon Francisco Montana        | 6:4, 4:6, 6:1 |
| 3.  | 25. März 1996      | Casablanca        | Sand          | David Rikl     | Tomás Carbonell Francisco Roig         | 7:6, 6:3      |
| 4.  | 8. Juli 1996       | Gstaad (1)        | Sand          | Pavel Vízner   | Trevor Kronemann David Macpherson      | 4:6, 7:6, 7:6 |
| 5.  | 29. April 1997     | Ostrava           | Teppich (i)   | David Rikl     | Donald Johnson Francisco Montana       | 6:2, 6:4      |
| 6.  | 2. Februar 1998    | Split             | Teppich (i)   | Martin Damm    | Fredrik Bergh Patrik Fredriksson       | 7:6, 6:2      |
| 7.  | 10. August 1998    | San Marino        | Sand          | David Rikl     | Mariano Hood Sebastián Prieto          | 6:4, 7:6      |
| 8.  | 17. August 1998    | Indianapolis      | Hartplatz     | David Rikl     | Mark Knowles Daniel Nestor             | 6:2, 7:6      |
| 9.  | 26. Oktober 1998   | Mexiko-Stadt      | Sand          | David Rikl     | Daniel Orsanic David Roditi            | 6:4, 6:2      |
| 10. | 7. Februar 2000    | Dubai             | Hartplatz     | David Rikl     | Robbie Koenig Peter Tramacchi          | 6:2, 7:5      |
| 11. | 10. Juli 2000      | Gstaad (1)        | Sand          | David Rikl     | Jérôme Golmard Michael Kohlmann        | 3:6, 6:3, 6:4 |
| 12. | 17. Juli 2000      | Stuttgart (1)     | Sand          | David Rikl     | Lucas Arnold Ker Donald Johnson        | 5:7, 6:2, 6:3 |
| 13. | 30. Oktober 2000   | Stuttgart         | Hartplatz (i) | David Rikl     | Donald Johnson Piet Norval             | 3:6, 6:3, 6:4 |
| 14. | 19. März 2001      | Miami             | Hartplatz     | David Rikl     | Jonas Björkman Todd Woodbridge         | 7:5, 7:63     |
| 15. | 30. Juli 2001      | Montreal          | Hartplatz     | David Rikl     | Donald Johnson Jared Palmer            | 6:4, 3:6, 6:3 |
| 16. | 12. Juli 2004      | Stuttgart (2)     | Sand          | Radek Štěpánek | Simon Aspelin Todd Perry               | 6:2, 6:4      |
| 17. | 31. Juli 2005      | Umag              | Sand          | Petr Pála      | Michal Mertiňák David Škoch            | 6:3, 6:3      |
| 18. | 10. Juli 2006      | Gstaad (2)        | Sand          | Andrei Pavel   | Marco Chiudinelli Jean-Claude Scherrer | 6:3, 6:1      |

#### Finalteilnahmen
| Nr. | Datum              | Turnier      | Belag         | Partner        | Finalgegner                         | Ergebnis            |
| --- | ------------------ | ------------ | ------------- | -------------- | ----------------------------------- | ------------------- |
| 1.  | 11. September 1995 | Prag         | Sand          | David Rikl     | Libor Pimek Byron Talbot            | 5:7, 6:1, 6:7       |
| 2.  | 5. November 1995   | Montevideo   | Sand          | David Rikl     | Sergio Casal Emilio Sánchez Vicario | 6:2, 6:7, 6:7       |
| 3.  | 12. November 1995  | Buenos Aires | Sand          | David Rikl     | Christo van Rensburg Vincent Spadea | 3:6, 3:6            |
| 4.  | 18. Februar 1996   | Dubai        | Hartplatz     | Karel Nováček  | Byron Black Grant Connell           | 0:6, 1:6            |
| 5.  | 10. November 1996  | Moskau       | Teppich (i)   | David Rikl     | Rick Leach Andrei Olchowski         | 6:4, 1:6, 2:6       |
| 6.  | 2. August 1998     | Umag         | Sand          | David Rikl     | Neil Broad Piet Norval              | 1:6, 6:3, 3:6       |
| 7.  | 4. Oktober 1998    | Mallorca     | Sand          | David Rikl     | Pablo Albano Daniel Orsanic         | 6:7, 3:6            |
| 8.  | 17. Januar 1999    | Auckland     | Hartplatz     | David Rikl     | Jeff Tarango Daniel Vacek           | 5:7, 5:7            |
| 9.  | 11. April 1999     | Estoril      | Sand          | David Rikl     | Tomás Carbonell Donald Johnson      | 3:6, 6:2, 1:6       |
| 10. | 25. April 1999     | Monte Carlo  | Sand          | David Rikl     | Olivier Delaître Tim Henman         | 2:6, 3:6            |
| 11. | 10. Oktober 1999   | Basel        | Teppich (i)   | David Rikl     | Brent Haygarth Aleksandar Kitinov   | w.o.                |
| 12. | 15. Oktober 2000   | Wien         | Hartplatz (i) | David Rikl     | Jewgeni Kafelnikow Nenad Zimonjić   | 4:6, 4:6            |
| 13. | 29. Oktober 2000   | Moskau       | Teppich (i)   | David Rikl     | Jonas Björkman David Prinosil       | 2:6, 3:6            |
| 14. | 18. Februar 2001   | Kopenhagen   | Hartplatz (i) | David Rikl     | Wayne Black Kevin Ullyett           | 3:6, 3:6            |
| 15. | 8. Juli 2001       | Wimbledon    | Rasen         | David Rikl     | Donald Johnson Jared Palmer         | 4:6, 6:4, 3:6, 6:76 |
| 16. | 14. Oktober 2001   | Wien         | Hartplatz (i) | David Rikl     | Martin Damm Radek Štěpánek          | 3:6, 2:6            |
| 17. | 6. Januar 2002     | Doha         | Hartplatz     | David Rikl     | Donald Johnson Jared Palmer         | 3:6, 6:75           |
| 18. | 17. Februar 2002   | Kopenhagen   | Hartplatz (i) | Radek Štěpánek | Julian Knowle Michael Kohlmann      | 6:78, 5:7           |
| 19. | 8. September 2002  | US Open      | Hartplatz     | Radek Štěpánek | Mahesh Bhupathi Maks Mirny          | 3:6, 6:3, 4:6       |
| 20. | 13. Oktober 2002   | Wien         | Hartplatz (i) | Radek Štěpánek | Joshua Eagle Sandon Stolle          | 4:6, 3:6            |
| 21. | 18. Januar 2004    | Auckland     | Hartplatz     | Radek Štěpánek | Mahesh Bhupathi Fabrice Santoro     | 6:4, 5:7, 3:6       |
| 22. | 10. Oktober 2004   | Tokio        | Hartplatz     | Radek Štěpánek | Jared Palmer Pavel Vízner           | 1:5 Aufg.           |